# Valsesia
Valsesia – duża dolina we Włoszech, w Alpach Pennińskich, w regionie Piemont. Odchodzi od niej kilka dużych dolin bocznych. Nazwą Valsesia określana jest często główna dolina wraz z dolinami bocznymi (m.in. Val Mastallone, Val Sermenza, Val Sorba, Valle Artogna, Val Vogna i Val d’Otro), a sama główna dolina nazwą Val Grande.
Główna dolina, czyli Val Grande zaczyna się w miejscowości Romagnano Sesia. Stąd dolina prowadzi na północny zachód i dochodzi do masywu Monte Rosa za którym znajduje się szwajcarska dolina Mattertal.
W górnej części dolinę od zachodu ogranicza potężny boczny grzbiet masywu Monte Rosa m.in. ze szczytami Schwarzhorn (4322 m), Piramide Vincent (4215 m), Balmenhorn (4167 m), Punta Giordani (4046 m) i Punta Vittoria (3435 m). Grzbiet ten oddziela dolinę Valsesia od doliny Val di Gressoney i jest granicą między regionami Dolina Aosty i Piemont.

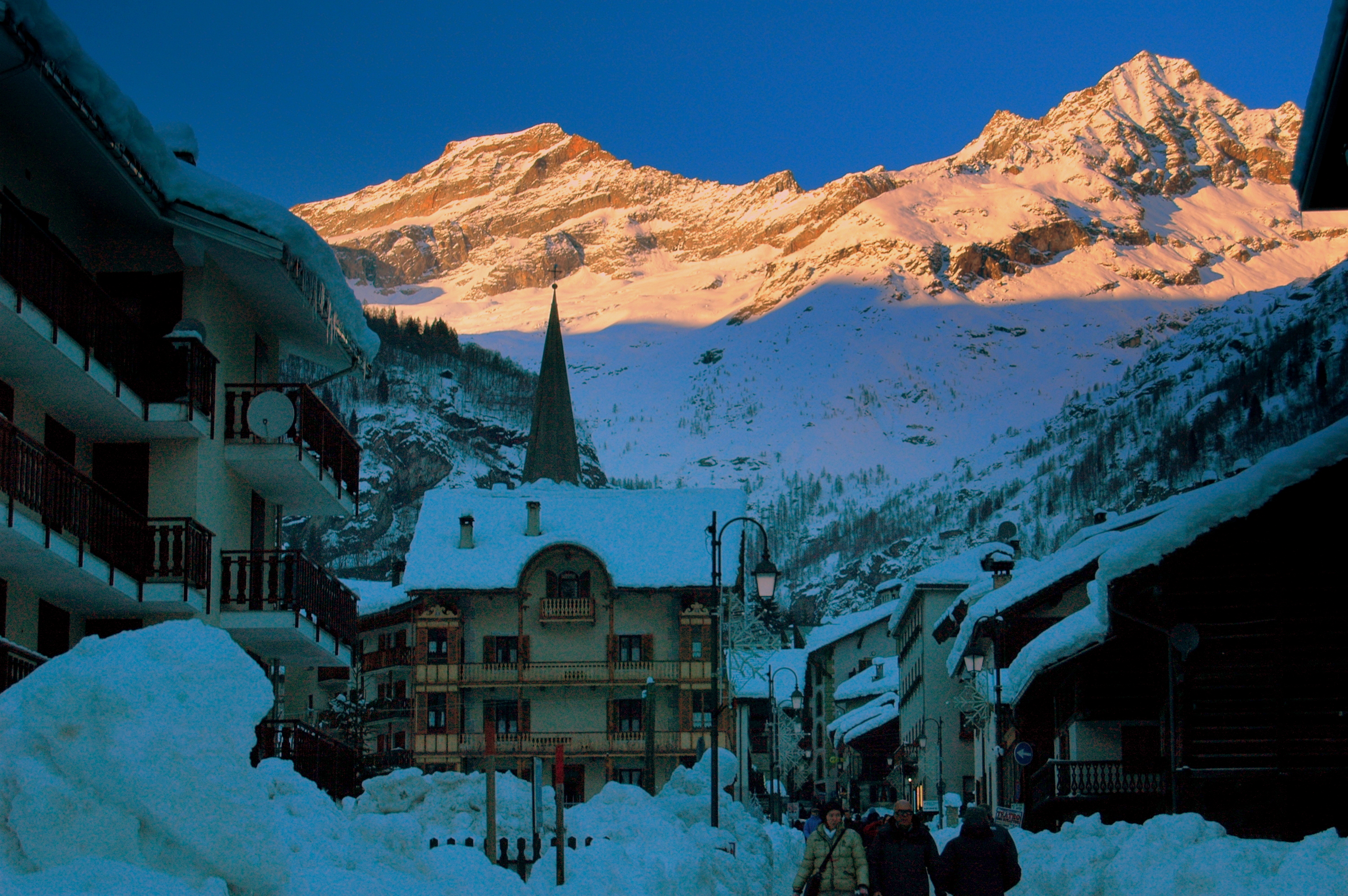
Alagna Valsesia i szczyty Punta Grober i Monte del Turlo

Od północnego wschodu i wschodu górną część doliny Valsesia ogranicza kolejny boczny grzbiet masywu Monte Rosa (odchodzący od szczytu Signalkuppe – 4554 m) m.in. ze szczytami Punta Grober (3497 m), Punta Rizzetti (3196 m), Pizzio Bianco (3215 m) i Corno di Faller (3128 m). Grzbiet ten oddziela dolinę Valsesia od doliny Valle Anzasca.
Doliną płynie rzeka Sesia wypływająca z lodowców Ghiacciaio della Sesia, Ghiacciaio di Bors i Ghiacciaio delle Piode. Uchodzi ona do rzeki Pad.
W górnej części doliny znajduje się park regionalny Parco dell’Alta Valsesia. Jest to najwyżej położony park w Europie. Znajduje się w pobliżu najwyżej położonej miejscowości w dolinie (u podnóża masywu Monte Rosa) – Alagna Valsesia.

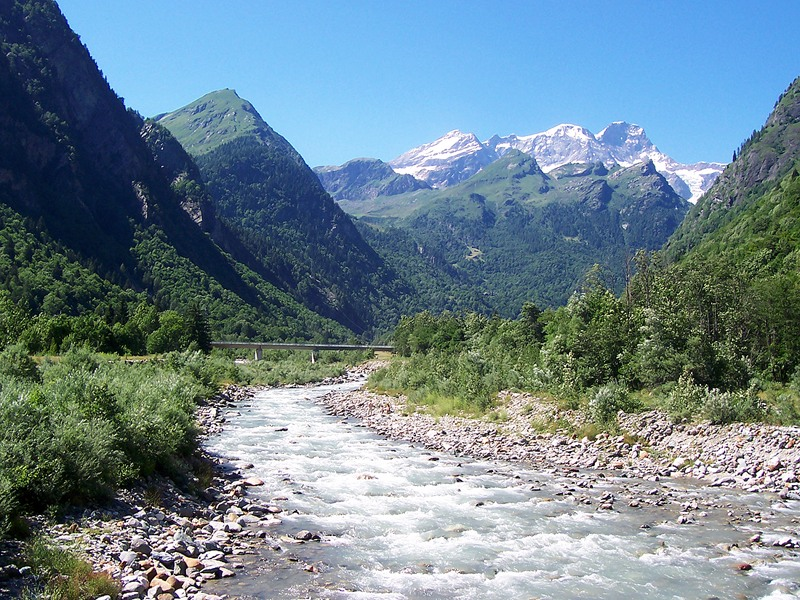
Rzeka Sesia w miejscowości Riva Valdobbia

Większe miejscowości w dolinie to Riva Valdobbia, Mollia, Campertogno, Piode, Pila, Scopello, Scopa, Balmuccia (odchodzi tu dolina Val Sermenza), Vocca, Varallo (odchodzi tu dolina Val Mastallone), Quarona, Borgosesia, Serravalle Sesia i Romagnano Sesia.